# Raymond Cicurel
Raymond Cicurel (Alessandria d'Egitto, 28 agosto 1920 – Parigi, 9 marzo 2008) è stato un musicista e filosofo egiziano.

## Biografia
Viene da una grande famiglia del Cairo. Suo nonno Moreno Cicurel aveva creato i Grands Magazin Cicurel (Galeries Lafayette nella capitale egiziana).
Dopo l'assassinio di suo padre nel 1927, fu inviato a Parigi dove fu allievo del lycée Janson-de-Sailly. Fu lì che iniziò a suonare la tromba all'interno del "Hot Club de France". In particolare ha incontrato Django Reinhardt e Stéphane Grappelli e ha partecipato a concerti con loro.
Nel 1933, Liliane (Lily) Cicurel (1910-1967), sua sorella, sposò Pierre Mendès France.
Durante la guerra, tornò in Egitto e scoprì l'ebraismo, la religione dei suoi antenati. Da quel momento in poi, divenne un praticante e fu coinvolto nel movimento Jeunesses Loubavitch, insieme al rabbino chassidico Chmouel Azimov.
Musicista, fu anche una guida spirituale, narratore, astrologo, uomo che ha dedicato parte della sua vita alla pratica della Zedaqah (carità).
A livello musicale, dopo essere stato un trombettista jazz, ha anche scoperto la musica classica, diventando allievo di Nadia Boulanger. Scoprì quindi la musica contemporanea e lavorò con René Leibowitz che aveva introdotto la musica dodecafonica di Arnold Schönberg in Francia. Seguace della musica seriale, ha composto opere per pianoforte e musica da camera, nonché melodie jazz.
Ha trovato la sua ispirazione nella musica di Louis Armstrong, Bix Beiderbecke ,nonché di Bach e Debussy. Il suo maestro del pensiero nel giudaismo è stato Monsieur Chouchani.
Percussore, si è interessato di agricoltura biologica e cibo, omeopatia, agopuntura. Praticò anche l'astrologia e il feng shui.
È il padre di Michel Cicurel e Ilana Cicurel.